# 圣索沃尔 (科多尔省)
圣索沃尔（法語：Saint-Sauveur，法語發音：[sɛ̃ sovœʁ] ⓘ）是法国科多尔省的一个市镇，属于第戎区。

## 地理
圣索沃尔（47°21'29"N, 5°24'51"E）面积9.38 平方千米，位于法国勃艮第-弗朗什-孔泰大區科多尔省，该省份为法国中东部省份，北起奥布省，西接涅夫勒省和约讷省，南至索恩-卢瓦尔省，东南接汝拉省，东临上索恩省，东北部与上马恩省接壤。
与圣索沃尔接壤的市镇（或旧市镇、城区）包括：让西尼、舍日、德朗邦、索恩河畔马克西利、蒙芒松、塔尔迈。

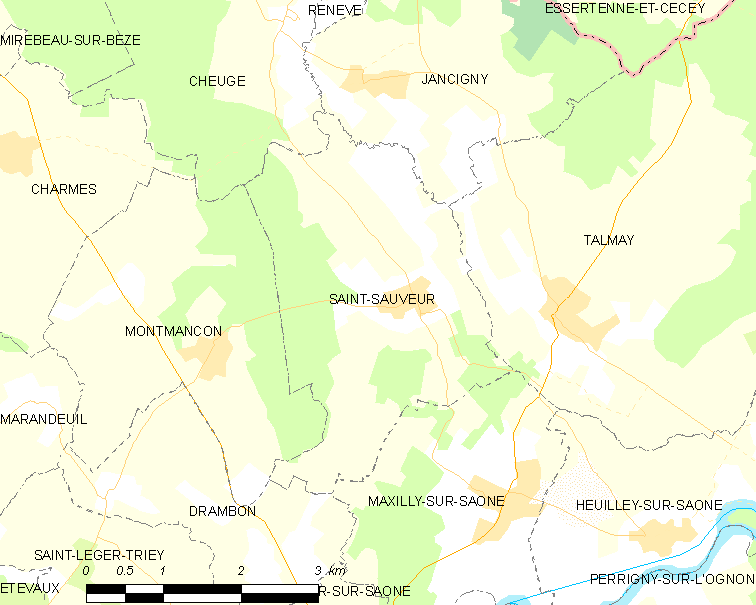
的OSM定位图

圣索沃尔的时区为UTC+01:00、UTC+02:00（夏令时）。

## 行政
圣索沃尔的邮政编码为21270，INSEE市镇编码为21571。

## 政治
圣索沃尔所属的省级选区为欧克索讷县。

## 人口

1962-2008年间人口变化图示

圣索沃尔于2022年1月1日时的人口数量为228人。